# 孔門十哲
孔門十哲（こうもんじってつ）は、「孔門の十哲」「四科十哲」ともいわれ、孔子の弟子の中でも最も優れた10人の弟子を指す。

## 一覧
より、4つの科目（徳行・言語・政事・文学）の計10人。
ただし、曾参（曾子）や子張といった面々が入っていないため、あくまで陳や蔡に孔子と一緒についていった者たちから選んだのだとする説もある。また、挙げられた名前が諱ではなく字（あざな）である点から、孔子自身が選んだ人選ではなく、第三者による撰であるとするのが定説である（孔子ならば弟子に対しては字ではなく諱で呼ぶため）。

### 徳行
- 顔淵（がんえん）（顔回（がんかい））
- 閔子騫（びんしけん）
- 冉伯牛（ぜんはくぎゅう）
- 仲弓（ちゅうきゅう）

### 言語（弁舌の才）
- 宰我（さいが）
- 子貢（しこう）

### 政事
- 冉有（ぜんゆう）
- 季路（きろ）（子路（しろ））

### 文学（学問の才）
- 子游（しゆう）
- 子夏（しか）

## 孔門十二哲
唐の開元8年（720年）以降、孔門十哲と曽子を特別に重要な弟子として孔子とともに廟で祀るようになった。南宋の咸淳3年（1267年）には、顔回、曾子、子思、孟子の四聖を特別扱いし、顔回にかえて子張を十哲に加えた。清朝では、十哲に朱子・有若を加えて十二哲とした。

## 孔門十哲の弟子を題材にした作品
小説
- 古林青史 『宰予　一　孔子から不仁な者と呼ばれた弟子の物語』　埼玉新聞社、2021年、ISBN 978-4-87889-528-9